# ローマイヤ
ローマイヤ株式会社は、栃木県那須塩原市に本社を置くハムやソーセージローストビーフなどの製造・販売を中心とする食品会社である。

## 沿革
- 1921年（大正10年）- アウグスト・ローマイヤー（August Lohmeyer）により創業。東京府荏原郡大崎町（現在の東京都品川区）にてハム・ソーセージの製造を開始。
- 1968年（昭和43年）- 株式会社ローマイヤ設立。
- 1992年（平成4年）- 東証2部上場のミヒロ食品株式会社（旧・帝国食品 → テイショク）と合併。ミヒロ食品は、大正10年創業、昭和9年に会社設立の佃煮等の製造販売を行う食品会社。
- 1993年（平成5年） - エルエムフーズ株式会社に社名変更。
- 2000年（平成12年）- ローマイヤ株式会社に社名変更。
- 2007年（平成19年）- 栃木県那須塩原市に本社移転。
- 2012年（平成24年）- スターゼンの完全子会社となる。

## 事業所
- 本社、栃木工場 - 栃木県那須塩原市